# César Soulié
Pour les articles homonymes, voir Soulié.
César Soulié, ou César Soulier, né le 13 mars 1766 à Nyon et mort le 8 juin 1830 à Nyon, est un avocat, un juge, un homme d'affaires et une personnalité politique suisse.

## Biographie
De confession protestante, d'origine française, César Soulié acquiert la bourgeoisie de Nyon, et donc la nationalité suisse, en 1798. Il est le fils de Claude Soulié et d'Anne Louis Paris. Il reste célibataire. Après des études à l'académie de Genève, il obtient un doctorat en droit en 1788. Avocat à Genève dès 1790, il est président du tribunal de district de Nyon de 1803 à 1811. Il refuse en 1808 son élection au poste de juge au tribunal d'appel. il est en outre un des financiers de la manufacture de porcelaine de Nyon,.

### Parcours politique
Syndic de Nyon de 1806 à 1811, César Soulié décline son élection au Grand Conseil vaudois en 1803. Il est député direct du cercle de Nyon de 1808 à 1815 et, en parallèle, membre du Petit Conseil de 1811 à 1814, puis Conseiller d'État de 1814 à 1830. Modéré, il se joint aux libéraux dans les débats constitutionnels des années 1828-1830 contre les conservateurs,.

## Hommages
Nyon possède une rue César-Soulié, entre la rue de la Vy-Creuse et la route de Lausanne.